# Kościół św. Mikołaja w Znojmie

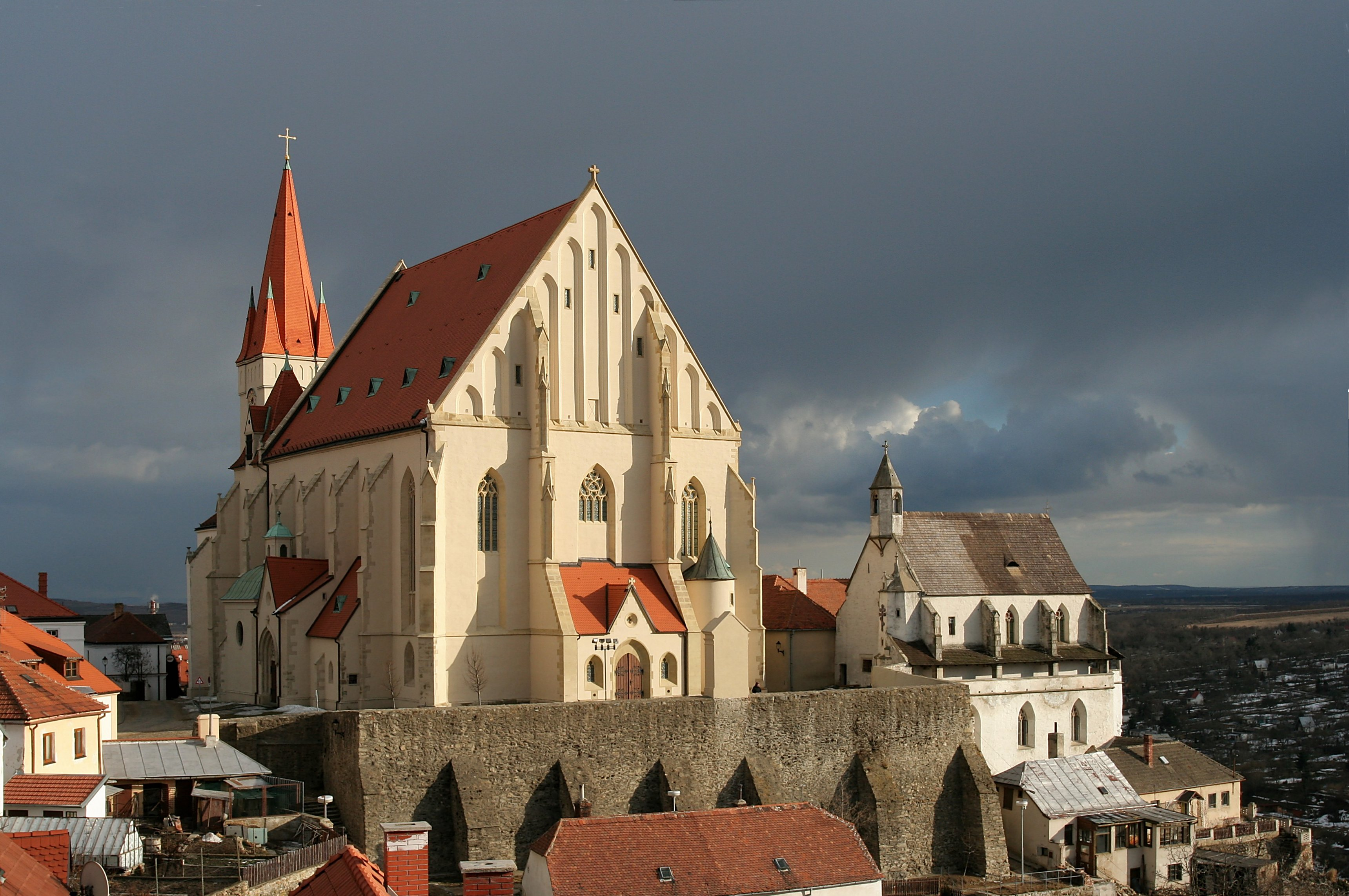
Kościół pw. św. Mikołaja i kaplica pw. św. Wacława

Kościół św. Mikołaja (cz. Kostel svatého Mikuláše) – zabytkowy kościół pod wezwaniem Mikołaja znajdujący się w Znojmie w południowych Morawach, powstały w średniowieczu.

## Budowa
Kościół z wieżą wzniesiono w stylu romańskim na początku XII wieku. Po pożarze, który wybuchł w roku 1335 i zniszczył znaczną część dotychczasowej świątyni, w 1338 roku rozpoczęto wznoszenie ścian zewnętrznych nowego kościoła w stylu gotyckim, z zachowaniem niewielkich reliktów poprzedniego i wieży. Postanowiono wznieść kościół halowy, trójnawowy z dwiema kaplicami dobudowanymi do południowej nawy i dwiema do północnej. Kaplice północne ukończono w roku 1419, południowe później, ale w XV stuleciu. Jeszcze przed ukończeniem kaplic północnych wybudowano między nimi kruchtę, która była gotowa po roku 1338. W pierwszej połowie XIV wieku wzniesiono nową wieżę, tak że świątynia miała już dwie wieże. Jednak w 1422 roku pożar nieodwracalnie zniszczył starszą, romańską wieżę. Prezbiterium ukończono (kładąc nad nim sklepienie sieciowe) w latach 1422–1437, a sklepienie nad nawami ukończono w 1442 r. Na przełomie XIV/XV wieku i w pierwszej połowie XV wzniesiono dwupiętrową zakrystię. W latach sześćdziesiątych XV wieku wzniesiono chór muzyczny przy zachodnim krańcu hali. Prace budowlane ukończono w I połowie XVI wieku i w takiej postaci świątynia przetrwała do dziś (2014).
W późniejszym okresie dokonano tylko stosunkowo drobnych zmian – jedną z południowych kaplic rozebrano, po 1760 roku wznosząc na jej miejscu nową barokową kaplicę, częściowo przebudowano też jedną z kaplic północnych, w 1755 roku zbudowano pod kościołem dwie krypty, w których pochowano szczątki ponad 840 zmarłych ekshumowanych z cmentarza przykościelnego i ze starszych miejscowych krypt oraz kościoła minorytów w Znojmie, rozebrano również gotycką wieżę, stawiając w innym miejscu obecną wieżę w latach 1843–1847. Znajdują się w niej dwa dzwony z 1442 roku (2200 kg i 200 kg), dzwon z 1955 (60 kg) i dwa dzwony z 2003 roku (1027 kg i 586 kg). Jest też przechowywany pęknięty dzwon z roku 1630 o wadze 350 kg.

## Przynależność
W 1190 r. patronat i opiekę duszpasterską nad kościołem objęli zakonnicy ze znojemskiego klasztoru norbertanów (Loucký klášter) i pełnili ją aż do 1784 r., do czasu kasaty józefińskiej. Na początku XIII w. kościół został głównym kościołem parafialnym Znojma. Od 1569 r. do 1619 r. z kościoła korzystali wspólnie zarówno katolicy, jak i protestanci, odprawiając oddzielne nabożeństwa. Z powodu licznych konfliktów, jakie generowała ta sytuacja, zdominowana przez protestantów rada miejska przekazała świątynię protestantom. Po klęsce protestantów pod Biała Górą przywrócono zwierzchność katolików nad kościołem.

## Zachowane zabytkowe wyposażenie kościoła

### Gotyk
W prezbiterium zachowały się: sedilia w ścianie południowej i kamienne sakramentarium z 1470–1490, wsporniki w kształcie ludzkich i zwierzęcych głów i roślin, rzeźba Chrystusa uwiązanego do słupa i freski powstałe po 1425 r. Nieco młodsze freski z ok. 1500 r. rozmieszczone są wokół otworu w stropie nawy środkowej. W kaplicy Chrztu znajduje się gotycki portal i wapienna chrzcielnica z ok. 1500 r. z ołowianą pokrywą. W bocznej nawie ustawiono będącą przedmiotem kultu rzeźbę Madonny, tzw. Chlebowej (Chlebová Madona) z ok. 1500 wykonaną z lipowego drewna. Przy ołtarzu św. Rodziny znajduje się biust „Głowa Chrystusa” z terakoty i płaskorzeźba „Złożenie do grobu”, obie rzeźby z początku XVI w.

### Renesans i barok
- Ołtarz główny z 1679, część zdobień z XVIII w. Główny obraz w ołtarzu pędzla Deyssingera z 1754 r. przedstawia patrona świątyni św. Mikołaja wstrzymującego egzekucję trzech niewinnie osądzonych skazańców. W prezbiterium znajdują się także drewniane stalle z 1765.
- Cztery boczne ołtarze.
- Ambona w kształcie kuli ziemskiej z wyobrażeniem Afryki i Ameryki Południowej powstała w 1760 r., dzieło rzeźbiarza Winterhaldera Starszego.
- 14 stacji Drogi Krzyżowej z 1765, dzieło Winterhaldera Młodszego.
- osiemnastowieczne ołtarz z rzeźbami głównie Josefa Winterhaldera Starszego i freski Mildorfera w kaplicy pw. Dzieciątka Jezus oraz malowidła z ornamentem akantu i świętych w kaplicy chrztu.
- kilka epitafiów (od XVI do XVIII w.) wmurowanych w ściany wnętrza świątyni.

### Późniejsze
- Organy z 1908 r. autorstwa firmy Rieger z Krnova.
- witraże w bocznych kaplicach z początku XX w.

## Relikwie
W szklanej trumnie wystawiony jest szkielet św. Bonifacego, wydobyty z katakumb Kaliksta i podarowany znojemskiemu kościołowi w 1741 r. przez papieża Benedykta XIV.